# Justin Gatlin
Justin Gatlin (n. 10 februarie 1982, New York City, New York, SUA) este un atlet ce a reprezentat Statele Unite ale Americii, medaliat olimpic. A participat la 3 ediții ale Jocurilor Olimpice (2004, 2012, 2016) în care a câștigat o medalie de aur, două medalii de argint și două medalii de bronz în probele de 100 m, 200 m și 4x100 m. De patru ori a devenit campion mondial. A fost suspendat de două ori pentru dopaj.

## Palmares
| An   | Competiție                  | Locație                    | Loc | Eveniment | Note  |
| ---- | --------------------------- | -------------------------- | --- | --------- | ----- |
| 2003 | Campionatul Mondial în sală | Birmingham, Marea Britanie | 1   | 60 m      | 6,46  |
| 2004 | Jocurile Olimpice           | Atena, Grecia              | 1   | 100 m     | 9,85  |
| 2004 | Jocurile Olimpice           | Atena, Grecia              | 3   | 200 m     | 20,03 |
| 2004 | Jocurile Olimpice           | Atena, Grecia              | 2   | 4x100 m   | 38,08 |
| 2005 | Campionatul Mondial         | Helsinki, Finlanda         | 1   | 100 m     | 9,88  |
| 2005 | Campionatul Mondial         | Helsinki, Finlanda         | 1   | 200 m     | 20,04 |
| 2011 | Campionatul Mondial         | Daegu, Coreea de Sud       | 13  | 100 m     | 10,23 |
| 2011 | Campionatul Mondial         | Daegu, Coreea de Sud       | 7   | 4 × 100 m | NT    |
| 2012 | Campionatul Mondial în sală | Istanbul, Turcia           | 1   | 60 m      | 6,46  |
| 2012 | Jocurile Olimpice           | Londra, Marea Britanie     | 3   | 100 m     | 9,79  |
| 2012 | Jocurile Olimpice           | Londra, Marea Britanie     | –   | 4x100 m   | DS    |
| 2013 | Campionatul Mondial         | Moscova, Rusia             | 2   | 100 m     | 9,85  |
| 2013 | Campionatul Mondial         | Moscova, Rusia             | 2   | 4x100 m   | 37,66 |
| 2015 | Ștafetele Mondiale          | Nassau, Bahamas            | 1   | 4x100 m   | 37,38 |
| 2015 | Ștafetele Mondiale          | Nassau, Bahamas            | –   | 4x200 m   | DS    |
| 2015 | Campionatul Mondial         | Beijing, China             | 1   | 100 m     | 9,80  |
| 2015 | Campionatul Mondial         | Beijing, China             | 2   | 200 m     | 19,74 |
| 2015 | Campionatul Mondial         | Beijing, China             | 8   | 4x100 m   | DS    |
| 2016 | Jocurile Olimpice           | Rio de Janeiro, Brazilia   | 2   | 100 m     | 9,89  |
| 2016 | Jocurile Olimpice           | Rio de Janeiro, Brazilia   | 9   | 200 m     | 20,13 |
| 2016 | Jocurile Olimpice           | Rio de Janeiro, Brazilia   | 7   | 4x100 m   | DS    |
| 2017 | Ștafetele Mondiale          | Nassau, Bahamas            | 1   | 4x100 m   | 38,43 |
| 2017 | Campionatul Mondial         | Londra, Marea Britanie     | 1   | 100 m     | 9,92  |
| 2017 | Campionatul Mondial         | Londra, Marea Britanie     | 2   | 4x100 m   | 37,52 |
| 2019 | Ștafetele Mondiale          | Yokohama, Japonia          | 2   | 4x100 m   | 38,07 |
| 2019 | Campionatul Mondial         | Doha, Qatar                | 1   | 100 m     | 9,92  |
| 2019 | Campionatul Mondial         | Doha, Qatar                | 2   | 4x100 m   | 37,52 |

## Legături externe
- Materiale media legate de Justin Gatlin la Wikimedia Commons
- en Justin Gatlin la World Athletics
- en Justin Gatlin la Olympedia.org